# Frézia (keresztnév)
A Frézia női név az 1990-es évek végétől Magyarországon hivatalosan is anyakönyvezhető keresztnév.

## Eredete
A név a frézia virágnévből származik, melynek tudományos neve: Freesia. A frézia virágnév Friedrich Heinrich Theodor Freese (1795–1876) német orvos nevéből ered.
Jelentése: megbízható. A virág jelentéséből származik: mindig megbízhatsz bennem.

## Névnap
- június 5.